# União das Escolas de Samba e Blocos de Niterói
A União das Escolas de Samba e Blocos Carnavalescos de Niterói (UESBCN) é uma entidade representativa carnavalesca da cidade de Niterói, que visa organizar o o carnaval do município.
Ao todo, são 10 escolas de samba, 8 participam do desfile oficial promovido por ela e Cubango, Viradouro e Sossego e mais 26 blocos, sendo 20 blocos de Enredo e 6 Blocos de Embalo.
Com a filiação de três novas escolas: Inocentes de Maricá, Independentes de Boaçu e a Unidos do Sacramento, mais o Grupos dos 15, que venceu por duas vezes o grupo dos blocos e os retornos da Unidos da Região Oceânica e da Souza Soares. o desfile passará a ter 13 escolas, que no carnaval de 2011, serão divididos em Grupo Especial e Acesso. em 2012, não terá como sua filiada, o bloco Saias na Folia, motivo foi pelo fato da troca de data, que coincide com o dia em que parte de suas ritmistas desfilam no Rio.
Após o carnaval de 2017, dirigentes de 28 das 32 afiliadas decidiram romper com a UESBN alegando insatsfação com os resultados do desfile anterior e em busca de melhorias para o carnaval da cidade, que já chegou a ser o segundo maior do Brasil em termos de escolas de samba. Os dissidentes criaram em maio a LESNIT (Liga das Escolas de Samba de Niterói).